# Politiewet 1993
De Politiewet 1993 was een Nederlandse wet die vastgesteld is in 1993 en op 1 april 1994 in werking trad. De wet verving de Politiewet 1957 die voorzag in een landelijk opererende Rijkspolitie en gemeentelijke politiekorpsen in de grotere gemeenten. De Politiewet 1993 had tot doel het beheer, de taak en de organisatie van de politie in Nederland te regelen, en het gezag waaraan de politie ondergeschikt is. Hierbij werd uitgegaan van 25 regionale politiekorpsen (regiopolitie) en een landelijk korps met voornamelijk ondersteunende taken (Korps landelijke politiediensten).
Op 1 januari 2013 werd de Politiewet 1993 ingetrokken en vervangen door de Politiewet 2012 die in een nationaal politiekorps voorziet.

## Beheer regiokorpsen

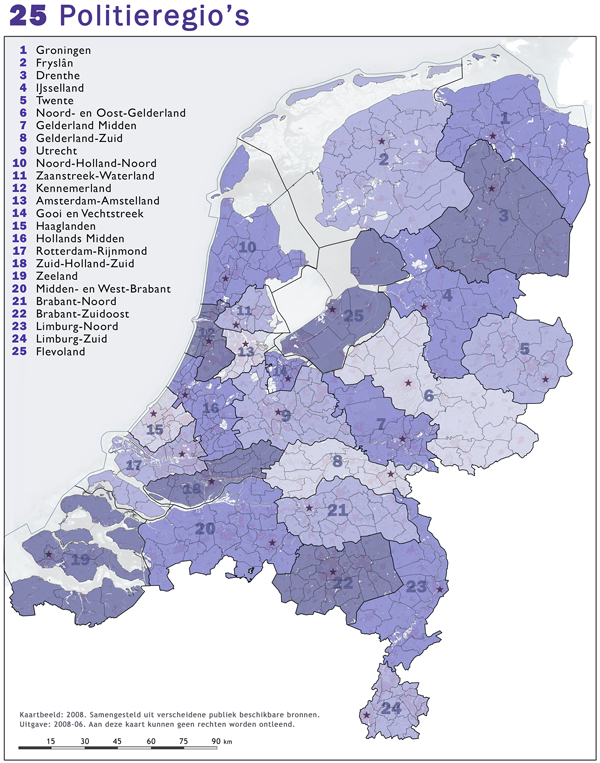
Politieregio's, situatie per 2008

In elke regio was een korpsbeheerder die bij koninklijk besluit op voordracht van de Minister van Binnenlandse Zaken voor zes jaar werd benoemd uit de burgemeesters van de gemeenten in de regio. Het beheer van het regionale politiekorps berustte bij de korpsbeheerder, die daartoe werd bijgestaan door de korpschef.

## Politietaken
De politie had volgens deze wet tot taak in overeenstemming met de geldende rechtsregels te zorgen voor de handhaving van de rechtsorde en het verlenen van hulp aan hen die deze behoeven.

## Onder gezag van de burgemeester en de officier van justitie
Voor de strafrechtelijke handhaving van de rechtsorde of taken verricht ten dienste van de justitie, stond de politie onder gezag van de officier van justitie. Bij de handhaving van de openbare orde en hulpverleningstaken stond de politie onder gezag van de burgemeester.
Driehoeksoverleg
De burgemeester en de officier van justitie overlegden regelmatig tezamen met het hoofd van de politie over de taakuitvoering van de politie.
Aanwijzingen
De minister van Binnenlandse Zaken en de commissarissen van de Koningin konden burgemeesters en officieren van justitie aanwijzingen geven. De burgemeester en officier verstrekten daartoe de nodige gegevens.
Bijstandverlening en klachtafhandeling
De wet regelde ook hoe regiokorpsen elkaar bijstand verlenen en hoe klachten over de politie worden behandeld.

## Ondersteuning door het Korps Landelijke Politiediensten
Het Korps landelijke politiediensten (KLPD) was belast met de volgende wettelijke taken:
- landelijke en specialistische politietaken
- verzamelen, analyseren en verstrekken van informatie
- internationale uitwisseling van informatie
- landelijke voorlichting aan particulieren
- bewaking leden Koninklijk Huis en andere door de Minister van Justitie aan te wijzen personen.

## Kosten en middelen
Totaal was voor de regionale politiekorpsen in 2010 € 3,927 mld. beschikbaar. De loonkosten van de burgemeester, korpsbeheerder en officier van Justitie vielen daar niet onder maar kwamen voor rekening van de gemeenten en het ministerie van Justitie.
Het KLPD kostte in 2010 € 518 miljoen.